# Giro d'Itàlia de 2000
El Giro d'Itàlia 2000 va ser la 83ª edició del Giro. Va començar amb un pròleg de 4.6 km (3 mi) per la capital italiana Roma. La cursa es va tancar el 4 de juny amb una etapa de sortida massiva que va acabar a la ciutat italiana de Milà. Hi van participar vint equips a la cursa, que va guanyar l'italià Stefano Garzelli de l'equip Mercatone Uno–Albacom. Els segon i tercer classificats van ser els ciclistes italians Francesco Casagrande i Gilberto Simoni.
Altres classificacions de la cursa:
- El ciclista de l'equip Vini Caldirola–Sidermec Francesco Casagrande va guanyar la classificació de muntanya.
- Dimitri Konyshev de l'equip Fassa Bortolo va guanyar la classificació per punts
- Fabrizio Guidi de l'equip Française des Jeux va guanyar la classificació intergiro.[1]
- Mapei–Quick-Step va acabar com a guanyador de la classificació del Trofeo Fast Team, classificant cadascun dels vint equips que disputen la cursa pel temps acumulat més baix.[1]
- L'altra classificació per equips, la classificació del Trofeo Super Team, on els pilots dels equips reben punts per col·locar-se entre els vint primers de cada etapa i després es sumen els punts per a cada equip, el va guanyar Fassa Bortolo.[1]

## Equips
RCS Sport, els organitzadors de la cursa, van convidar vint equips a participar-hi. Cada equip va enviar una plantilla de nou corredors, així que el Giro va començar amb un pelotó de 180 ciclistes. Dels 180 que van començar aquesta edició del Giro d'Itàlia, un total de 127 van arribar a la meta a Milà.
Els equips que van participar en aquella edició van ser:
| - Amica Chips–Tacconi Sport - Banesto - Cantina Tollo - Ceramica Panaria–Gaerne - Farm Frites - Fassa Bortolo - Kelme–Costa Blanca | - Française des Jeux - Lampre–Daikin - Linda McCartney Racing Team - Liquigas–Pata - Mapei–Quick-Step - Mercatone Uno–Albacom - Mobilvetta Design–Rossin | - Team Polti - Aguardiente Néctar–Selle Italia - Rabobank - Saeco Macchine per Caffè–Valli & Valli - Vini Caldirola–Sidermec - Vitalicio Seguros |

## Favorits abans de la cursa
Marco Pantani (Mercatone Uno–Albacom) –que havia estat expulsat l'any anterior per tenir uns nivells alts d'hematocrit– va anunciar les seves intencions de córrer el Giro unes setmanes abans de la cursa, malgrat que només havia entrenat unes quantes vegades durant l'any. Francesco Casagrande (Vini Caldirola–Sidermec) va ser considerat com a favorit a causa de la seva victòria al Tour de Suisse de 1999; tanmateix, una suspensió per dopatge va embrutar la resta de la seva temporada. Paolo Savoldelli estava en bona forma després de la victòria al Tour de Romandie.

L'esprinter Mario Cipollini, favorit per guanyar les etapes d'sprint grupal, va començar la carrera després de lluitar contra l'asma les setmanes anteriors. Ivan Quarranta (Mobilvetta Design–Rossin) va ser un altre corredor que es considerava un ferm rival per a les etapes d'esprint, juntament amb el vigent campió italià de carreres en carretera Salvatore Comesso (Saeco Macchine per Caffè–Valli & Valli).

## Itinerari i etapes
Els organitzadors van revelar, en un acte a Milà al Teatre Lirico, el recorregut de la cursa. Aquesta marxa del Giro va contenir tres proves individuals de contrarellotge, una de les quals va ser el pròleg amb què va començar la cursa. Van ser un total de deu etapes que contenien ascensions categoritzades; cinc de les quals contenien ascensions de categories superiors, mentre que les altres cinc etapes només contenien ascensions categoritzades de grau inferior. Les nou etapes restants eren principalment etapes planes.
Tres ciclistes van acabar les etapes de muntanya amb arribada al cim: l'etapa 5 a Peschici, l'etapa 9 a Abetone, i l'etapa 18 a Prato Nevoso. Una altra etapa va arribar al cim, l'exigent etapa 20 d'escalada contrarellotge pel Sestriere.
La cursa va començar a la capital italiana, Roma, per celebrar el Gran Jubileu, amb el pròleg d'obertura passant per llocs històrics com el Coliseu i el Fòrum Imperial. Seguidament, la cursa va baixar per la costa fins a Scalea durant la primera setmana, abans de tombar cap a l'est cap a Matera, després cap al nord a través de Apulia, viatjant al llarg de la costa adriàtica.
| Etapa | Data    | Cursa                          | Distància           | Tipus               | Tipus                     | Guanyador                         |                     |
| ----- | ------- | ------------------------------ | ------------------- | ------------------- | ------------------------- | --------------------------------- | ------------------- |
| P     | 13 Maig | Roma                           | 4.6 km (3 mi)       |                     | Contrarellotge Individual | Jan Hruška (CZE)                  |                     |
| 1     | 14 Maig | Roma a Terracina               | 125 km (78 mi)      |                     | Etapa plana               | Ivan Quaranta (ITA)               |                     |
| 2     | 15 Maig | Terracina a Maddaloni          | 225 km (140 mi)     |                     | Estapa de mitja muntanya  | Cristian Moreni (ITA)             |                     |
| 3     | 16 Maig | Paestum a Scalea               | 177 km (110 mi)     |                     | Etapa plana               | Ján Svorada (CZE)                 |                     |
| 4     | 17 Maig | Scalea a Matera                | 233 km (145 mi)     |                     | Etapa plana               | Mario Cipollini (ITA)             |                     |
| 5     | 18 Maig | Matera a Peschici              | 232 km (144 mi)     |                     | Estapa de mitja muntanya  | Danilo Di Luca (ITA)              |                     |
| 6     | 19 Maig | Peschici a Vasto               | 160 km (99 mi)      |                     | Etapa plana               | Dimitri Konyshev (RUS)            |                     |
| 7     | 20 Maig | Vasto a Teramo                 | 182 km (113 mi)     |                     | Etapa plana               | David McKenzie (AUS)              |                     |
| 8     | 21 Maig | Corinaldo a Prato              | 265 km (165 mi)     |                     | Estapa de mitja muntanya  | Axel Merckx (BEL)                 |                     |
| 9     | 22 Maig | Prato a Abetone                | 138 km (86 mi)      |                     | Estapa de muntanya        | Francesco Casagrande              |                     |
| 10    | 23 Maig | San Marcello Pistoiese a Pàdua | 253 km (157 mi)     |                     | Etapa plana               | Ivan Quaranta (ITA)               |                     |
| 11    | 24 Maig | Lignano Sabbiadoro a Bibione   | 45 km (28 mi)       |                     | Contrarellotge Individual | Víctor Hugo Peña (COL)            |                     |
|       | 25 Maig | Dia de descans                 | Dia de descans      | Dia de descans      | Dia de descans            | Dia de descans                    | Dia de descans      |
| 12    | 26 Maig | Bibione a Feltre               | 184 km (114 mi)     |                     | Estapa de mitja muntanya  | Enrico Cassani (ITA)              |                     |
| 13    | 27 Maig | Feltre a Sëlva                 | 186 km (116 mi)     |                     | Estapa de muntanya        | José Luis Rubiera (ESP)           |                     |
| 14    | 28 Maig | Sëlva a Bormio                 | 203 km (126 mi)     |                     | Estapa de muntanya        | Gilberto Simoni (ITA)             |                     |
| 15    | 29 Maig | Bormio a Brescia               | 180 km (112 mi)     |                     | Etapa plana               | Biagio Conte (ITA)                |                     |
| 16    | 30 Maig | Brescia a Meda                 | 102 km (63 mi)      |                     | Etapa plana               | Fabrizio Guidi (ITA)              |                     |
| 17    | 31 Maig | Meda a Gènova                  | 236 km (147 mi)     |                     | Estapa de mitja muntanya  | Álvaro González de Galdeano (ESP) |                     |
| 18    | 1 Juny  | Gènova a Prato Nevoso          | 173 km (107 mi)     |                     | Estapa de muntanya        | Stefano Garzelli (ITA)            |                     |
| 19    | 2 Juny  | Saluzzo a Briançon (France)    | 176 km (109 mi)     |                     | Estapa de muntanya        | Paolo Lanfranchi (ITA)            |                     |
| 20    | 3 Juny  | Briançon (França) a Sestriere  | 32 km (20 mi)       |                     | Contrarellotge Individual | Jan Hruška (CZE)                  |                     |
| 21    | 4 Juny  | Torí a Milà                    | 189 km (117 mi)     |                     | Etapa plana               | Mariano Piccoli (ITA)             |                     |
|       | Total   | Total                          | 3,676 km (2,284 mi) | 3,676 km (2,284 mi) | 3,676 km (2,284 mi)       | 3,676 km (2,284 mi)               | 3,676 km (2,284 mi) |

## Lideratge de classificació
Al Giro d'Itàlia del 2000 es van lliurar cinc mallots diferents.
- Per a la classificació general, calculada sumant els temps d'arribada de cada ciclista a cada etapa, i permetent bonificacions de temps per als tres primers classificats de les etapes de sortida massiva, el líder va rebre un mallot rosa. Aquesta classificació es considera la més important del Giro d'Itàlia, i el guanyador és considerat el guanyador del Giro.[5][6]

- A més, hi havia una classificació per punts, que atorgava una samarreta malva. A la classificació per punts, els ciclistes aconseguien punts per acabar entre els 15 primers de l'etapa. La victòria d'etapa va ser premiada amb 25 punts, segon classificat atorgat 20 punts, tercer 16, quart 14, cinquè 12, sisè 10 i un punt menys per lloc a la línia, fins a un sol punt per al 15è. A més, es podrien guanyar punts en sprints intermedis.[5]

- També hi havia una classificació de muntanya, que atorgava un mallot verd. A les classificacions de muntanya, els punts es van guanyar arribant al cim d'una muntanya abans que altres ciclistes. Cada escalada es va classificar com a primera, segona o tercera categoria, atorgant més punts a les escalades de categoria superior. El punt més alt del Giro (anomenat Cima Coppi), que l'any 2000 va ser el cim Colle dell'Agnello, va donar més punts que les altres ascensions de primera categoria.[5]

- La quarta samarreta representava la classificació intergiro, amb un mallot blau.[5] El càlcul de l'intergiro és semblant al de la classificació general, a cada etapa hi ha un punt mig on els corredors passen per un punt i s'atura el seu temps. A mesura que avança la cursa, els seus temps es van recopilant i la persona amb menys temps és el líder de la classificació intergiro i vesteix la samarreta blava.[5]

- També hi havia dues classificacions per equips:
  - El primer va ser el Trofeo Fast Team. En aquesta classificació s'han sumat els temps dels tres millors ciclistes per equip de cada etapa; l'equip líder va ser l'equip amb el temps total més baix.
  - El Trofeo Super Team va ser una classificació per equips, amb els 20 primers els corredors col·locats a cada etapa guanyant punts (20 per al primer lloc, 19 per al segon lloc i així successivament, fins a un sol punt per al 20è) per al seu equip.[5]

Les files de la taula següent corresponen als mallots atorgats després de la cursa d'aquesta etapa.
| Etapa | Guanyador                   | Classificació general </br></img> | Classificació de punts </br></img> | Classificació de muntanyes </br></img> | Classificació intergiro </br></img> | Trofeo Fast Team        | Trofeo Super Team |
| ----- | --------------------------- | --------------------------------- | ---------------------------------- | -------------------------------------- | ----------------------------------- | ----------------------- | ----------------- |
| P     | Jan Hruška                  | Jan Hruška                        | no premiat                         | no premiat                             | no premiat                          | no premiat              | no premiat        |
| 1     | Ivan Quaranta               | Mario Cipollini                   | Ivan Quaranta                      | Alessandro Petacchi                    | Mario Cipollini                     | Française des Jeux      | Team Polti        |
| 2     | Cristian Moreni             | Cristian Moreni                   | Cristian Moreni                    | Karsten Kroon                          | Matteo Tosatto                      | Liquigas-Pata           | Team Polti        |
| 3     | Ján Svorada                 | Cristian Moreni                   | Matteo Tosatto                     | Karsten Kroon                          | Matteo Tosatto                      | Liquigas-Pata           | Team Polti        |
| 4     | Mario Cipollini             | Cristian Moreni                   | Mario Cipollini                    | Karsten Kroon                          | Matteo Tosatto                      | Liquigas-Pata           | Team Polti        |
| 5     | Danilo Di Luca              | Matteo Tosatto                    | Matteo Tosatto                     | Karsten Kroon                          | Matteo Tosatto                      | Liquigas-Pata           | Fassa Bortolo     |
| 6     | Dmitri Konyshev             | Matteo Tosatto                    | Matteo Tosatto                     | Karsten Kroon                          | Matteo Tosatto                      | Liquigas-Pata           | Fassa Bortolo     |
| 7     | David McKenzie              | Matteo Tosatto                    | Dmitri Konyshev                    | Karsten Kroon                          | Matteo Tosatto                      | Liquigas-Pata           | Fassa Bortolo     |
| 8     | Axel Merckx                 | José Enrique Gutiérrez            | Dmitri Konyshev                    | Karsten Kroon                          | Fabrizio Guidi                      | Mapei - Pas ràpid       | Team Polti        |
| 9     | Francesco Casagrande        | Francesco Casagrande              | Dmitri Konyshev                    | Karsten Kroon                          | Fabrizio Guidi                      | Mapei - Pas ràpid       | Fassa Bortolo     |
| 10    | Ivan Quaranta               | Francesco Casagrande              | Dmitri Konyshev                    | Karsten Kroon                          | Fabrizio Guidi                      | Mapei - Pas ràpid       | Fassa Bortolo     |
| 11    | Víctor Hugo Peña            | Francesco Casagrande              | Dmitri Konyshev                    | Karsten Kroon                          | Fabrizio Guidi                      | Vini Caldirola–Sidermec | Fassa Bortolo     |
| 12    | Enrico Cassani              | Francesco Casagrande              | Dmitri Konyshev                    | Karsten Kroon                          | Fabrizio Guidi                      | Vini Caldirola–Sidermec | Fassa Bortolo     |
| 13    | José Luis Rubiera           | Francesco Casagrande              | Dmitri Konyshev                    | Francesco Casagrande                   | Fabrizio Guidi                      | Mapei - Pas ràpid       | Fassa Bortolo     |
| 14    | Gilberto Simoni             | Francesco Casagrande              | Dmitri Konyshev                    | José Jaime González                    | Fabrizio Guidi                      | Mapei - Pas ràpid       | Fassa Bortolo     |
| 15    | Biagio Conte                | Francesco Casagrande              | Dmitri Konyshev                    | José Jaime González                    | Fabrizio Guidi                      | Mapei - Pas ràpid       | Fassa Bortolo     |
| 16    | Fabrizio Guidi              | Francesco Casagrande              | Dmitri Konyshev                    | José Jaime González                    | Fabrizio Guidi                      | Mapei - Pas ràpid       | Fassa Bortolo     |
| 17    | Álvaro González de Galdeano | Francesco Casagrande              | Dmitri Konyshev                    | José Jaime González                    | Fabrizio Guidi                      | Mapei - Pas ràpid       | Fassa Bortolo     |
| 18    | Stefano Garzelli            | Francesco Casagrande              | Dmitri Konyshev                    | Francesco Casagrande                   | Fabrizio Guidi                      | Mapei - Pas ràpid       | Fassa Bortolo     |
| 19    | Paolo Lanfranchi            | Francesco Casagrande              | Dmitri Konyshev                    | José Jaime González                    | Fabrizio Guidi                      | Mapei - Pas ràpid       | Fassa Bortolo     |
| 20    | Jan Hruška                  | Stefano Garzelli                  | Dmitri Konyshev                    | Francesco Casagrande                   | Fabrizio Guidi                      | Mapei - Pas ràpid       | Fassa Bortolo     |
| 21    | Mariano Piccoli             | Stefano Garzelli                  | Dmitri Konyshev                    | Francesco Casagrande                   | Fabrizio Guidi                      | Mapei - Pas ràpid       | Fassa Bortolo     |
| Final | Final                       | Stefano Garzelli                  | Dmitri Konyshev                    | Francesco Casagrande                   | Fabrizio Guidi                      | Mapei - Pas ràpid       | Fassa Bortolo     |

## Classificació final
| Llegenda | Llegenda                                         | Llegenda | Llegenda                                          |
| -------- | ------------------------------------------------ | -------- | ------------------------------------------------- |
| </img>   | Indica el guanyador de la classificació general  | </img>   | Indica el guanyador de la classificació Muntanyes |
| </img>   | Indica el guanyador de la classificació de punts | </img>   | Indica el guanyador de la classificació Intergiro |

### Classificacions menors
Durant el Giro es van atorgar altres classificacions menys conegudes, els líders de les quals no van rebre una samarreta especial.
Altres guardons:
- La classificació del trofeu de Bilboa al més combatiu, que era una recopilació de punts obtinguts per la posició en la travessa de sprints intermedis, ports de muntanya i arribada d'etapes.[5] El rus Dmitri Konyshev va guanyar la classificació més combativa.[1]
- La classificació Top Runner Trophy Liquigas va ser guanyada per Francesco Casagrande.[1]